# Daniel Dugas
Daniel Dugas est un artiste multidisciplinaire acadien né en 1959 à Montréal, au Québec (Canada).

## Biographie
Daniel Dugas naît le 29 octobre 1959 à Montréal. Ses parents sont des Acadiens et ils décident de s'installer à Moncton, au Nouveau-Brunswick, en 1973. Daniel obtient un certificat en service social à l'Université Sainte-Anne de Pointe-de-l'Église en 1980 et ensuite un baccalauréat en arts visuels de l'Université de Moncton en 1986. Il s'inscrit finalement à l'Institut d'art de Chicago, où il obtient une maîtrise en arts visuels en 1993.
Sa démarche artistique s'oriente surtout autour des arts visuels. Il est peintre, graveur, vidéaste et acteur et expose dès 1983. C'est en cette année qu'il participe à la Course destination monde à la Télévision de Radio-Canada. Il enseigne au département Media Arts and Digital Technologies du Alberta College of Art and Design de Calgary de 2000 à 2008 mais revient vivre à Moncton. Il a été un artiste en résidence au Banff Centre, à Sculpture Space (New York), à EMMEDIA (Calgary) et à A.I.R. Vallauris en France et au Sydney College of the Arts, Sydney, Australie.
Son premier recueil de poésie, L'Hara-kiri de Santa Gougouna (1983), confronte notre vision de pays lointains connaissant la guerre face au Canada, calme mais critiquable. La critique sociale de l'auteur devient plus sarcastique à partir de Bibelots de tungstène (1989). Il poursuit dans la même veine avec Bruit des choses (1995) et La Limite élastique (1998). D'un point de vue politique, sur un ton cinglant et ironique, Daniel Dugas fait part de ses inquiétudes quant au destin du monde dans Même un détour serait correct (2006). Ses poèmes sont dénonciateurs et laissent peu de place à l'espoir. Sa poésie tend à être ancrée dans la quotidienneté et à laisser de côté les artifices. Il passe facilement des faits au surréalisme. Ses poèmes sont parfois philosophiques et s'apparentent alors à la maxime.
Outre son travail artistique, il a aussi représenté le Nouveau-Brunswick aux Jeux de la francophonie en 1997.

## Publications
- 2014 : Des ravins au bout des lèvres, Éditions Prise de parole
- 2012 : The Moss Theory, Basic Bruegel Editions
- 2011 : Au large des objets perdus, Éditions Prise de parole
- 2010 : Hé ! suivi de Icônes, Éditions Prise de parole
- 2006 : Même un détour serait correct, Éditions Prise de parole
- 2004 : BLOG79, journal de voyage (projet en ligne)
- 2002 : Conjunction — Calgary Stroll Anthology, The Society of Poets, Bards & Storytellers
- 1999 : In transit avec Valerie LeBlanc, Shemogue, BHP Chapbooks
- 1998 : La limite élastique, Éditions Perce-Neige
- 1998 : Trinités, Shemogue, BHP Chapbooks
- 1998 : Le Bruit des choses, Éditions Perce-Neige
- 1989 : Les Bibelots de tungstène, Michel Henry éditeur
- 1983 : L'Hara-kiri de Santa-Gougouna, Éditions Perce-Neige